# Tang Zhaozong
Tang Zhaozong, född 867, död 904, var en kinesisk monark. Han var kejsare av Tangdynastin 888 - 900.